# Toluidischer Bürgerkrieg
Der Toluidische Bürgerkrieg war ein Erbfolgekrieg, der von 1260 bis 1264 zwischen Kublai Khan und seinem jüngeren Bruder Ariq Böke ausgefochten wurde. Möngke Khan starb 1259 ohne einen erklärten Nachfolger, woraufhin sich die Mitglieder der Tolui-Familienlinie um den Titel des Großkhans stritten, was zu einem Bürgerkrieg eskalierte. Der Toluidische Bürgerkrieg und die darauf folgenden Kriege (wie der Berke-Hulagu-Krieg und der Kaidu-Kublai-Krieg) schwächten die Autorität des Großkhans über das Mongolenreich und spalteten das Reich in autonome Khanate auf.